# John Hartford
John Hartford est un auteur-compositeur-interprète américain né le 30 décembre 1937 à New York et mort le 4 juin 2001 à Nashville. Ce multi-instrumentiste (il joue du violon, de la guitare et du banjo) s'est illustré dans les genres bluegrass, country et folk. Sa composition la plus célèbre est Gentle on My Mind, primée dans quatre catégories aux Grammy Awards en 1968.

## Discographie
- 1967 : Looks at Life (RCA)
- 1967 : Earthwords & Music (RCA)
- 1968 : The Love Album (RCA)
- 1968 : Housing Project (RCA)
- 1968 : Gentle On My Mind and Other Originals (RCA)
- 1969 : John Hartford (RCA)
- 1970 : Iron Mountain Depot (RCA)
- 1971 : Aereo-Plain (Warner Bros.)
- 1972 : Morning Bugle (Warner Bros.)
- 1976 : Nobody Knows What You Do (Flying Fish)
- 1976 : Mark Twang (Flying Fish)
- 1977 : All in the Name of Love (Flying Fish)
- 1978 : Headin' Down Into the Mystery Below (Flying Fish)
- 1979 : Slumberin' on the Cumberland (Flying Fish)
- 1981 : You and Me at Home (Flying Fish)
- 1981 : Catalogue (Flying Fish)
- 1984 : Gum Tree Canoe (Flying Fish)
- 1986 : Annual Waltz (Rounder)
- 1989 : Down on the River (Flying Fish)
- 1991 : Cadillac Rag (Small Dog A-Barkin')
- 1992 : Goin' Back to Dixie (Small Dog A-Barkin')
- 1994 : The Walls We Bounce Off Of (Small Dog A-Barkin')
- 1996 : No End of Love (Small Dog A-Barkin')
- 1996 : Wild Hog in the Red Brush (Rounder)
- 1998 : The Speed of the Old Long Bow (Small Dog A-Barkin')
- 2002 : Steam Powered Aereo-Takes (Small Dog A-Barkin')